# Maria Carratalà i Van den Wouver
Maria Carratalà i Van den Wouver (Barcelona, 19 de juny de 1899 - 21 de març de 1984) va ser una pianista, compositora, pedagoga i crítica musical catalana.

## Biografia
Va néixer a Barcelona el 19 de juny de 1899, filla del barceloní Josep Carratalà i Oliu i de Rosa Van den Wouver.
Estudià a l'Escola Francesa de Barcelona amb Júlia Sicard. Als 9 anys ingressà al Conservatori del Liceu, on s'hi formà amb els mestres Modest Serra, Costa i Nogueras (piano), Avel·lí Abreu i Francesc de P. Sànchez Cavagnach (teoria i harmonia). Acabà els estudis el 1916. Tot i que amplià la seva formació amb Felip Pedrell i Frank Marshall.
El 1920 debutà a París i començà a actuar a l'estranger. El 1925 es presentà a la Sala Mozart de Barcelona. A mitjans de la dècada de 1920 s'especialitzà en el repertori hispànic, en un ventall cronològic que cobria d'Antonio de Cabezón fins a Manuel de Falla. Va fer concerts a Barcelona, com l'any 1926, quan donà a conèixer cinc sonates inèdites de Josep Gallés, i transcripcions de Pedrell d'obres de Francesc Guerau, Diego Pisador i Juan del Encina. Aquell mateix any també estrenà la versió per a piano de la innovadora Suite Intertonal de Jaume Pahissa; i el 1930 estrenà la Serenata a un infant, de Manuel Blancafort, amb text de López-Picó.
Com a compositora, va ser autora d'una peça orquestral, Réverie, estrenada al Liceu el 3 d'abril del 1914; i també fou autora d'una fuga. Es dedicà a la musicologia i publicà nombrosos articles de crítica musical en revistes com ara D'Ací i d'Allà, Art Novell (des de 1926), Meridià: Setmanari del Front, Boletín Musical (Còrdova), La Nova Revista (des de 1927) o el diari El Matí. A Vibracions, va escriure alguns articles sobre la manca de programació dels compositors catalans. En un d'aquests articles va introduir el terme «compositors independents» tot referint-se a alguns compositors que posteriorment formarien el grup Compositors Independents de Catalunya. La confiança que li tenia Jaume Pahissa es mostrà quan li encarregà la redacció de la veu «Pahissa» del Diccionario de la Música Ilustrado que ell mateix dirigia.
Presentà l'obra Florentina al premi de teatre Ignasi Iglesias del 1938, i La mort al parapet al concurs d'obres en un acte inspirades en la guerra contra el feixisme. Com a traductora col·laborà estretament amb el director teatral Artur Carbonell i Carbonell, per a qui traduí peces de Cocteau, Pellerin, Goethe, Strindberg, Bernard i Lenormand. Entre el 1929 i el 1935 va col·laborar amb una quinzena de conferències sobre música, poesia i teatre organitzades per l'Associació de Música Antiga i el Lyceum Club de Barcelona; de fet, va ser una de les fundadores d'aquest club que presidí entre 1933 i 1935. Donà conferències i impulsà l'activitat teatral. S'encarregà d'escollir (i traduir) obres estrangeres per representar en una funció que es feia anualment. En la postguerra va fer una conferència sobre Arte temporal y arte espacial: música y pintura (1950).

## Obra literària i política
- Llongueras, Joan; Carratalà, Joan Ramon i Maria. Pau Casals.  Barcelona: Llibreria Verdaguer, 1927.
- Bernard, Tristan; Carratalà, Maria (traductora). Antonieta o la tornada del marquès: sainet en un acte. Publicat en el llibre de Lluelles, Enric; et al. La Festa del carrer.  Barcelona: Bonavia, 1935.
- Carratalà, Maria «Florentina». Pausa revista Sala Beckett, núm. 25, 12-2006, pàg. 71-95. ISSN: 1699-6070.
- La Política i la música (1937). Conté: Beethoven, Wagner, Mussorgki; Art i humanitat; La gènesi de L'anell del Nibelung; Les derivacions polítiques de «L'anell del Nibelung»; El músics catalans i l'actuals guerra antifeixista.
- Articles publicats a Meridià: setmanari del Front intel·lectius antifeixista el 1937-1938: ¿Intel·ligència o caràcter?; Sócrates condemnat a mort; L'acusació contra Sócrates; Quatre cents anys després de Sócrates; De la llibertat-I; De la llibertat-II; De la llibertat-III; De la història-I; De la història-II; De la història-III; De la irracionalitat-I; De la irracionalitat-II; De la irracionalitat-III; De la irracionalitat-IV; Metafísica de la societat; Catalunya davant d'Europa